# Doftrankesläktet
Doftrankesläktet (Stephanotis) är ett släkte i familjen oleanderväxter som består av 12 arter. De flesta arterna förekommer på Madagaskar, men det finns också arter i sydöstra Asien och på Kuba. Artena förs numera till marsdeniasläktet (Marsdenia).
En art, doftranka (M. floribunda) odlas som krukväxt i Sverige.

### Webbkällor
- Svensk Kulturväxtdatabas
- Wikimedia Commons har media som rör Doftrankesläktet.